# 外科医 城戸修平
『外科医 城戸修平』（げかい きどしゅうへい）は、TBS系列で1983年5月10日 - 8月2日に放送されたテレビドラマ。

## 内容
かけだしの外科医城戸修平が静岡県下田の総合病院で働くものの、治療方針と雰囲気の違いから赴任初日で退職。東京へ帰ろうとした時に駅で別の病院で医師と喧嘩別れして退職した看護師と出会う。たまたま、伊豆の港町にある廃院寸前の小さな病院の前を通り掛かる。そして、その病院の院長である老医師から医師と看護師不足で助けを求められる。それをきっかけにその病院で働くことを決意する。老医師と看護師らと共に奮闘し、次第に成長していくその姿を中心に、周囲の人々との交流を描く。

## 出演
- 城戸修平：中村雅俊
32歳。少年の頃からの夢を貫徹して医師になった。外科医としてはまだ駆け出しで、総合病院を辞め、久住医院で修業として働いている。
- 石井妙子：桜田淳子
25歳、看護婦。度々、勤務先の病院で男性医師に惚れたことが多く、それが元でいくつかの病院を転々として来た。今は久住医院に勤務し、新たに入ってきた修平をさっそく好きになる。
- 滝一作：平田満
28歳、タクシー運転手。妙子に片想い中で、妙子を追って下田に来た。そのため、修平のことを最初は恋敵と思っていたが、その後友情で結ばれる。実質、一作のタクシーは久住医院の救急車代わりとなっている。
- 久住小夜子（久住の娘）：沢田亜矢子
34歳、久住尚志の娘。気が強い所がある。医院を辞めてホテルに転業しようと考えていたが、その矢先に入って来た修平に反感を持って邪魔者みたいに思っていたが…。
- 早川奈美：山口いづみ
- 早川その子：花井その子
- 矢野敬史：中山仁
40歳。修平の先輩で、修平がかつて勤務していた大病院の院長。修平を伊豆に誘ったのも彼であるが、同僚だった時に病院のあり方を巡り対立したことがあった。病院の経営が最優先という方針を執っている。
- 安田成美
- 小杉ともえ：宮下順子
- 小杉のぼる：岩瀬威司
- 小川武士：渋谷哲平
- 看護婦：井上夏葉
- 安西かな子：津島恵子
- 野口ふく：樹木希林
40歳、久住医院で働く賄いのおばさん。元芸妓。患者たちには「姐さん」と呼ばせている。変わり者な所があり、妙子と良いコンビぶりを見せている。
- 久住尚志：大友柳太朗
70〜71歳、外科医。久住医院院長。高齢から手術に限界を感じ、修平を後継者として育てようとする。「医は愛である」がモットーであり、実践している。

（出典：）

## スタッフ
- 原作：城後昭彦
- 脚本：鎌田敏夫、畑嶺明、桜井秀雄
- 演出：山田高道、桜井秀雄、森田光則
- プロデューサー：飯島敏宏、阿部祐三
- 音楽：川村栄二
- 主題歌「燃える囁き｣（作詞：大津あきら・作曲・編曲：木森敏之 歌：中村雅俊）
- 挿入歌「セイル・アウェイ」（作詞：大津あきら 作曲・編曲：木森敏之 歌：中村雅俊）
- 制作協力：東通
- 製作：木下プロダクション・TBS

## サブタイトル
| 話数 | 放送日        | サブタイトル     | 脚本             | 演出     | ゲスト                                                            |
| ---- | ------------- | ---------------- | ---------------- | -------- | ----------------------------------------------------------------- |
| 1    | 1983年5月10日 | 心のメスで切れ!  | 鎌田敏夫         | 山田高道 | 牧口昌代、小川真司、宮部昭夫                                      |
| 2    | 5月17日       | 生命みつめて     | 鎌田敏夫         | 桜井秀雄 | 尾美としのり、早崎文司、江藤漢、増子倭文江                        |
| 3    | 5月24日       | 愛ある限り       | 畑嶺明           | 山田高道 | 高樹澪、大木正司、重松収                                          |
| 4    | 5月31日       | 燃えるささやき   | 畑嶺明           | 森田光則 | つちやかおり、長塚京三、亀井光代、 前田昌明、大林丈史、山吹まゆみ |
| 5    | 6月7日        | カルテの死角     | 桜井秀雄         | 桜井秀雄 | 樋浦勉、山田辰夫、中村美代子、阪上和子                            |
| 6    | 6月14日       | 先生呼吸が!      | 鎌田敏夫         | 山田高道 | 泉ピン子                                                          |
| 7    | 6月21日       | 母の歌           | 畑嶺明           | 山田高道 | 市原悦子、四禮正明                                                |
| 8    | 6月28日       | 捨てた命拾った命 | 畑嶺明           | 桜井秀雄 | 三原順子、二戸義則                                                |
| 9    | 7月5日        | 非行ばあちゃん   | 畑嶺明           | 森田光則 | 大路三千緒、原ひさ子                                              |
| 10   | 7月12日       | 医者失格         | 鎌田敏夫         | 桜井秀雄 | 萬田久子、山本清、堀之紀                                          |
| 11   | 7月19日       | 涙の17歳         | 畑嶺明           | 森田光則 | 松本伊代、夏桂子、円谷文彦                                        |
| 12   | 7月26日       | アラシを呼ぶ男   | 鎌田敏夫         | 山田高道 | 西田敏行、大村千吉                                                |
| 13   | 8月2日        | いのち美しく     | 鎌田敏夫、畑嶺明 | 山田高道 | 下塚誠、三宅邦子、岸野一彦、中帆登美                              |

## 前後番組
| TBS系 火曜21:00枠 | TBS系 火曜21:00枠 | TBS系 火曜21:00枠  |
| 前番組            | 番組名            | 次番組             |
| ----------------- | ----------------- | ------------------ |
| 野々村病院物語II  | 外科医 城戸修平   | 看護婦日記 パートI |